# Koirasaari (ö i Norra Karelen, Joensuu, lat 62,93, long 30,99)
Koirasaari är en ö i Finland. Den ligger i sjön Pirttijärvi och i kommunen Ilomants i den ekonomiska regionen  Joensuu ekonomiska region  och landskapet Norra Karelen, i den östra delen av landet, 400 km nordost om huvudstaden Helsingfors. Öns area är 0,2 hektar och dess största längd är 80 meter i nord-sydlig riktning.